# Сквош
Сквош — игровой вид спорта с мячом и ракеткой в закрытом помещении. Название игры (от англ. squash) связано с использованием в ней относительно мягкого полого мяча диаметром около 40 мм, а её прародителем считается игра в рэкетс (дословно «ракетки»), в которой, в отличие от сквоша, используется достаточно жёсткий мяч. Игра (одиночная — два игрока; или парная — четыре) ведётся специальными ракетками на окружённом с четырёх сторон стенами корте.

## Правила
Игра начинается с броска жребия для определения первого подающего игрока, который произвольно выбирает зону подачи (правую или левую). Второй игрок должен принять первую подачу, отбив мяч к фронтальной стене с лёту либо после одного отскока мяча от пола. До того момента, как мяч ударился о фронтальную стену, он может несколько раз отбиваться от боковых стен (боусты). В случае если мяч ударился о фронтальную линию аута или попал за звуковую панель, игроку засчитывают аут.

## Подсчёт очков
Существуют две системы подсчёта очков — традиционный (британский) подсчет и более современный PAR (Point-A-Rally). На сегодняшний день традиционный подсчет уступает позиции PAR, все наиболее значимые мировые турниры проводятся по системе PAR.

### Традиционный (британский)
В традиционной системе подсчета очков очки получает только подающий игрок, а выигравший розыгрыш принимающий игрок получает право на следующую подачу. Такая система появилась в 1926 году. В большинстве случаев розыгрыши ведутся до 9 очков, на соревнованиях — до 5.

### PAR (Point-A-Rally Scoring)
В 2004 году Профессиональная ассоциация сквоша (PSA) решила перейти систему подсчёта очков PARS 11. Это решение было ратифицировано в 2009 году, когда Всемирная федерация сквоша подтвердила переход. Американская система подсчёта очков засчитывает очки выигравшему розыгрыш, вне зависимости от того, делал ли он подачу или принимал. При такой системе подсчёта игра ведётся до 11 очков (до 2004 года велась до 15). Одна из причин перехода на PARS заключалась в том, что длительные матчи стали менее частыми.
Гавейн Браярс, исполнительный директор Ассоциации профессионального сквоша в 2004 году, когда организация решила перейти на PARS, надеялся, что PARS сделает «профессиональную игру более захватывающей для просмотра» и тогда «больше людей будут вовлечены в игру, и наши шансы на участие в Олимпийских играх могут быть увеличены».

## История
Официально родиной сквоша считается Англия. Однако назвать точную дату появления этого вида спорта трудно. Наиболее старым свидетельством существования такой игры является книга, датированная 1807 годом и описывающая быт и нравы жителей Лондона. На одном из рисунков этой книги изображен внутренний двор тюрьмы, где несколько заключённых с увлечением бьют ракетками мяч о высокую тюремную стену. Ещё один рисунок из той же книги свидетельствует о том, что такой же спортивной забаве предавались невольники и других лондонских тюрем.
Долгое время эта игра называлась «рэкетс» (ракетки), и на современный сквош стала похожа лишь несколько десятилетий спустя. За это время к высокой лицевой стене сначала добавились боковые загородки, а затем появился корт, имеющий переднюю, заднюю и две боковые стенки.
Название «сквош» («squash») впервые встречается в одной из английских книг издания 1890 года, где говорится, что корт для такой игры был сооружён в частной школе «Хэрроу». Подтверждая эти сведения, Британская энциклопедия уточняет, что ученики из «Хэрроу» играли в сквош уже в 1820-х годах.
В конце XIX века сквош начал приобретать популярность в Европе, Индии, Австралии, а позже и в Северной Америке. Тем не менее, тогда этот вид спорта не мог сравниться по популярности с теннисом и бадминтоном. Даже спустя более 70 лет, в 1967 году, по данным Международной федерации сквоша, он культивировался только в семи странах, а количество кортов в мире составляло лишь около 5000.
Однако в 1970-х годах началось то, что позже было названо «бумом сквоша». Игра начала находить почитателей в странах Азии, Ближнего и Среднего Востока, и Южной Америки. Через двадцать лет, к началу 1990-х годов, в сквош играли уже в 100 странах. В Англии, Германии и Австралии количество кортов исчислялось тысячами, а их общее число в мире превысило 36 тысяч. В 2000 году в Международную федерацию сквоша входили уже 143 государства, а количество сквошных «коробок» в мире достигло 48 тысяч. В настоящее время около 20 миллионов человек играют в сквош регулярно по всему миру в более чем 185 странах.
Сегодня чемпионаты по сквошу проходят в большинстве стран и на всех континентах. С 1967 года проводится первенство мира по сквошу в индивидуальном и командном зачётах. Причём первый же чемпионат мира показал, что представители родины сквоша — англичане — не могут претендовать на безусловное первенство в мире. В течение нескольких лет (до 1973 года) командное первенство мира выигрывала сборная Австралии, а затем первая строчка в мировом рейтинге перешла к представителям Пакистана, которым удавалось становиться мировыми чемпионами на протяжении полутора десятка лет.
Проведением международных соревнований по сквошу и другими организационными вопросами в мировом плане занимаются Всемирная федерация сквоша (WSF — World Squash Federation), Ассоциация профессиональных игроков в сквош — мужчин (PSA — Professional Squash Association) и Международная ассоциация игроков в сквош — женщин (WISPA — Women’s International Squash Player Association). В настоящее время сквош широко распространён в Европе, Америке, Юго-Восточной Азии, Австралии, Новой Зеландии, Египте и др. По данным Всемирной федерации сквоша, корты для игры имеются не менее чем в 150 странах.
В 2023 году сквош был включён в программу Летних Олимпийских Игр 2028 года.

## Оборудование

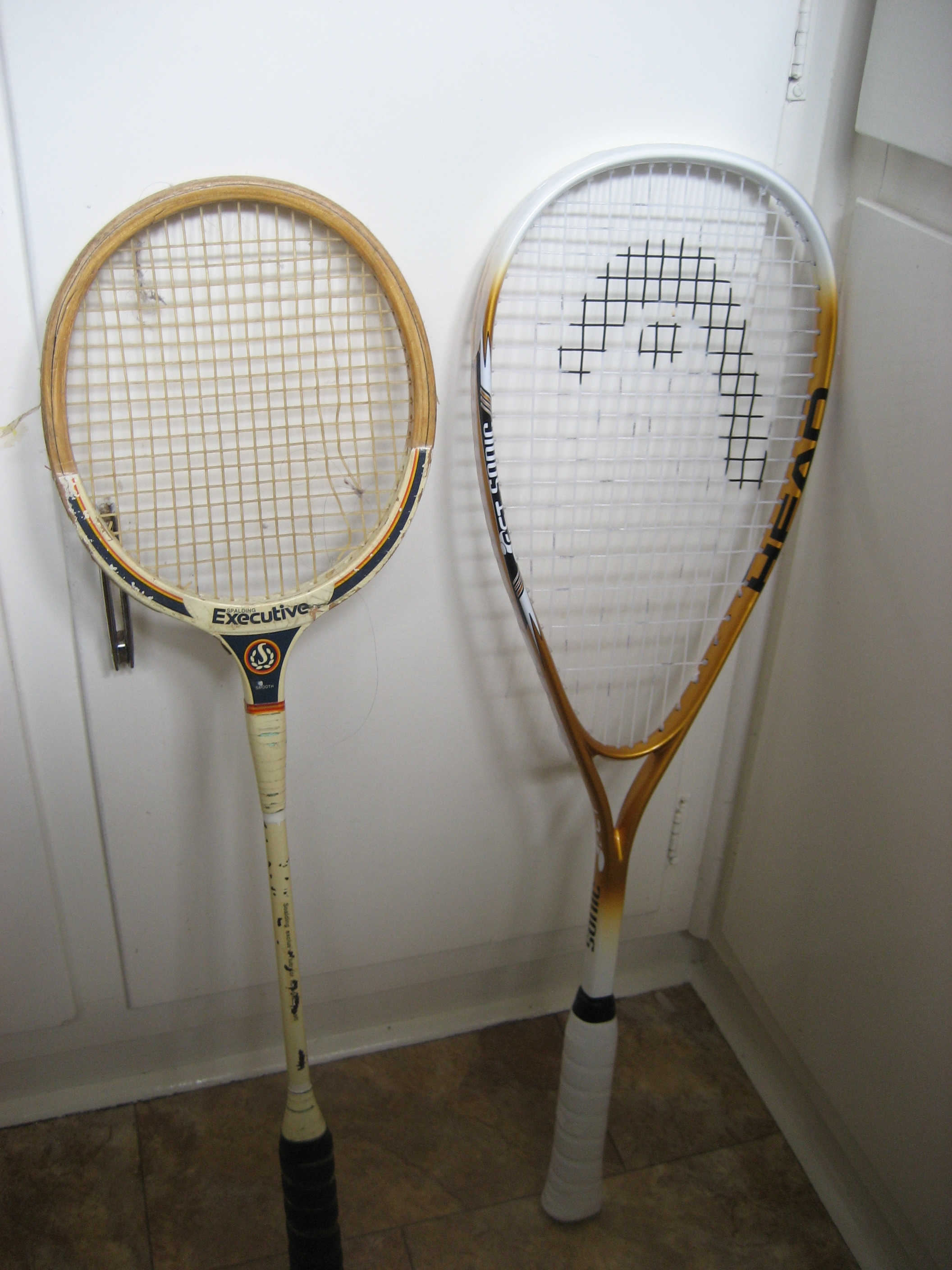
Старый и новый стиль ракетки для сквоша

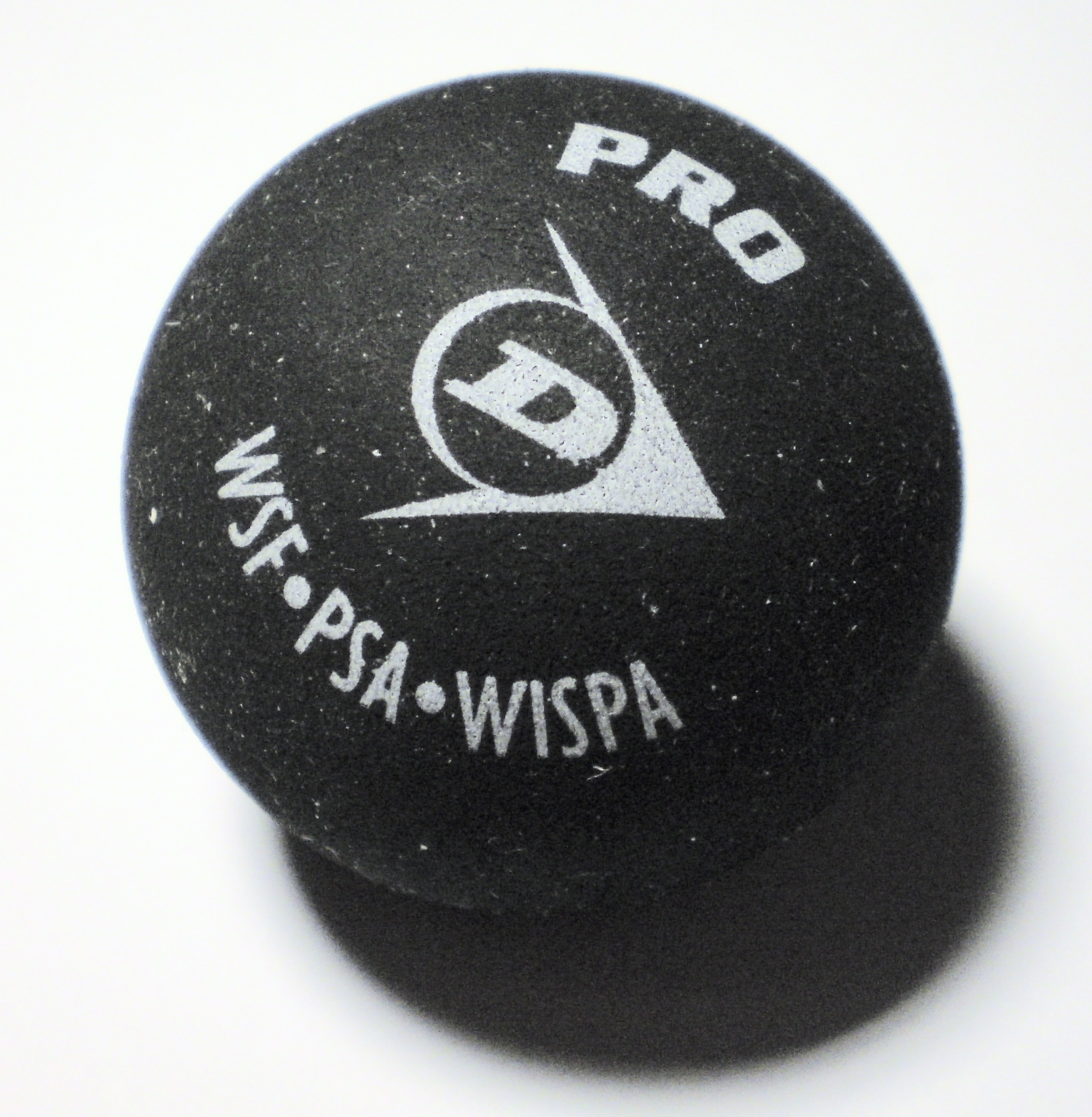
Мяч для сквоша

Сквош-ракетки имеют максимальные размеры 686 мм (27,0 дюйма) в длину и 215 мм (8,5 дюйма) в ширину, а максимальная площадь натяжения составляет 500 квадратных сантиметров. Допустимый максимальный вес составляет 255 грамм (9,0 унций), но большинство имеют вес от 90 до 150 грамм (3-5,3 унции). Сквош-мячи имеют диаметр от 39,5 до 40,5 мм и весят от 23 до 25 граммов. Для различных температурных и атмосферных условий и стандартов игры предусмотрены разные шары: более опытные игроки используют медленные шары, которые имеют меньший отскок, чем те, которые используются менее опытными игроками. Сквош-мячи нужно бить десятки раз, чтобы согреть их в начале игры. Маленькие цветные точки на шаре указывают на его вид.
| Цвет точки | Скорость игры   | Прыгучесть    | Уровень игрока |
| ---------- | --------------- | ------------- | -------------- |
| Две желтые | Очень медленная | очень низкая  | Опытный        |
| Желтая     | Медленная       | низкая        | Продвинутый    |
| Красная    | Средняя         | высокая       | Средний        |
| Синяя      | Быстрая         | очень высокая | Новичок        |

Мяч с двойной жёлтой точкой, представленный в 2000 году, является стандартом соревнования, заменив более ранний шар с жёлтой точкой. Есть также шар с «оранжевой точкой» для использования на больших высотах.
Некоторые производители мячей, такие как Dunlop, используют другой метод оценки мячей, основанный на опыте. Они по-прежнему имеют эквивалентный рейтинг, но названы так, чтобы помочь выбрать мяч, подходящий для своего уровня квалификации. Четырьмя различными типами мяча являются «Intro» (синяя точка, 140 % отскока Pro), «Progress» (красная точка, 120 % отскока Pro), «Competition» (одиночная жёлтая точка, 110 % отскока Pro) и «Pro» (двойная жёлтая точка).
Во многих местах для игры в сквош требуют использования определённой обуви со специальной подошвой. Некоторые ассоциации требуют, чтобы все юниоры и парные игроки носили защитные очки.

## Площадка

Площадка для игры в сквош окружена четырьмя стенами. Поверхность корта содержит переднюю линию, отделяющую переднюю и заднюю часть корта, и половину корта, отделяющую левую и правую стороны задней части корта, создавая три «коробки»: переднюю половину, заднюю левую четверть и задняя правую четверть.
Размеры площадки:
| Размеры   | Расстояние | Отклонение +/- |
| --------- | ---------- | -------------- |
| Длина     | 9750 мм    | 10мм           |
| Ширина    | 6400 мм    | 10мм           |
| Высота    | 5640 мм    |                |
| Диагональ | 11665 мм   | 25 мм          |

Парные корты для игры в сквош в Северной Америке больше, чем международные корты для одиночных игр, так как игра на них проходит в намного более быстром темпе. Двойной корт должен быть 25 футов в ширину и 45 футов в длину и иметь высоту потолка не менее 24 футов, но предпочтительно 26 футов.

## Сквош в России
В России сквош получил развитие с начала 1990-х годов. Энтузиастом культивирования этого вида спорта в России был доктор технических наук В. П. Борисов, получивший игровую и тренерскую практику во время научных командировок в США и Англию. В 1991 году он стал первым президентом Российской федерации сквоша, а уже в 1992 году состоялся дебют российских спортсменов на международной арене. Тогда на юниорских турнирах в Германии и Норвегии студенты российской государственной Академии физической культуры Александр Рощупкин и Мария Горячева одержали первые победы над сверстниками из Европы. В то же время участие российской команды в европейских чемпионатах показало, что для побед над представителями стран, имеющих многолетние традиции в сквоше, России необходимо идти по пути развития детского и юношеского спорта.
Вехой в развитии российского сквоша стал 1997 год, когда санкт-петербургский клуб «Гиперсквош» провёл первый в России международный турнир. В период с 1997 по 2007 год международные турниры по сквошу начали также проводиться в Москве. Вместе с увеличением числа кортов для сквоша в Москве, Санкт-Петербурге, Красноярске и других городах росло количество спортсменов, повышался уровень их мастерства. Первые профессиональные корты для игры в сквош появились в Красноярске, при строительстве УСК «Теннис-Холл» в 1996 году
Неоднократный чемпион России по сквошу Алексей Северинов и ещё один из сильнейших спортсменов Павел Сергеев стали первыми специалистами, защитившими дипломные работы в вузе на тему подготовки квалифицированных спортсменов-сквошистов. В подъём уровня российского спортивного сквоша внесли свой вклад Сергей Кострыкин, Тимур Бурганов, Ирина Поддубная, Вячеслав Перфильев, Дмитрий Гришанин, Максим Шокин, Роман Фетисов, Екатерина Глинчикова, Ирина Беляева (Ассал), Екатерина Марусан и другие.
В 1993 году организована Федерация сквоша России (ФСР), ставшая полноправным членом международных организаций. На 2024 год членами ФСР являются 31 аккредитованных региональных федерации и отделения от Калининграда до Иркутска.

## Здоровье
Сквош обеспечивает отличную тренировку сердечно-сосудистой системы. Игроки тратят от 500 до 600 калорий (от 2000 до 2500 кДж) за час игры. Сквош обеспечивает хорошую тренировку верхней и нижней частей тела, тренируя как ноги в беге по площадке, так и руки и туловище при ударе ракеткой. В 2003 году Forbes оценил сквош как самый здоровый игровой вид спорта. Тем не менее некоторые исследования указывают на то, что сквош является причиной возможной аритмии сердца, и утверждают, что сквош является неподходящей формой упражнений для пожилых мужчин с заболеваниями сердца.